# Зелёный (Еланский район)
Зелёный — хутор в Еланском районе Волгоградской области России. Входит в состав Журавского сельского поселения.

## История
В 1928 году хутор Зелёный был включён в состав Еланского района Камышинского округа (упразднён в 1930 году) Нижне-Волжского края (с 1934 года — Сталинградского края, с 1936 года — Сталинградской области). Хутор являлся административным центром Зеленовского сельсовета. В период с 1935 по 1963 годы хутор находился в подчинении Вязовского района. Согласно решению Сталинградского облисполкома от 7 мая 1959 года № 11/240 Зеленовский сельсовет был упразднён, а его территория передана в состав Журавского сельсовета. В 1964 году Зелёный вновь вошёл в состав Еланского района.

## География
Хутор находится в северной части Волгоградской области, в пределах Хопёрско-Бузулукской равнины, на расстоянии примерно 22 километров (по прямой) к югу от посёлка городского типа Елань, административного центра района. Абсолютная высота — 165 метров над уровнем моря.
Часовой пояс
Хутор Зелёный, как и вся Волгоградская область, находится в часовой зоне МСК (московское время). Смещение применяемого времени относительно UTC составляет +3:00.

## Население
| 2010 |
| ---- |
| 122  |

Динамика численности населения по годам:
| 1987 | 2002 |
| ---- | ---- |
| ≈190 | 181  |

Гендерный состав
По данным Всероссийской переписи населения 2010 года в гендерной структуре населения мужчины составляли 49,2 %, женщины — соответственно 50,8 %.
Национальный состав
Согласно результатам переписи 2002 года, в национальной структуре населения русские составляли 76 %.